# Morumbi (métro de São Paulo)
Ne doit pas être confondu avec São Paulo-Morumbi (métro de São Paulo) ou Gare de Morumbi.
Morumbi est une station, en construction, de la ligne 17 - Or, du métro de São Paulo, prévue pour être opérationnelle au 2e semestre 2022,. située en bordure du district de Santo Amaro, à São Paulo. Elle est située à côté de la Marginal Pinheiros à la jonction entre l'avenue das Nações Unidas et l'avenue João Dória, dans le quartier de Vila Gertrudes en bordure du district de Santo Amaro, dans la zone sud de São Paulo.
Elle sera en correspondance avec la Gare de Morumbi desservie par les trains de la ligne 9 - Éméraude de la Companhia Paulista de Trens Metropolitanos (CPTM).

## Histoire
En 2010, le projet de la ligne 17 du métro a été présenté, avec une station d'intégration projetée à côté de la station Morumbi. En 2011, la construction de la station a commencé, qui a fini par être paralysée à plusieurs reprises en raison de problèmes juridiques entre le métro et les entreprises de construction. Il est actuellement en cours d'exécution, et son achèvement est prévu pour la mi-2022,.

## Toponymie
Le mot « Morumbi » est un terme indigène d'origine Tupi qui peut signifier « mouche verte » (moru : « mouche » ; et mbi : « vert »). L'ethnologue Eduardo Navarro soutient que « Morumbi » a d'autres significations, comme le Tupi maromby, qui signifie « rivière aux gros poissons » (maromba : « gros poisson » ; y : « rivière »), ou marumbi, terme portugais qui signifie "étang plein de quenouilles".
La gare de Sorocabana et, plus tard, la gare CPTM ont reçu le nom de Morumbi en raison de la proximité du pont homonyme sur la rivière Pinheiros.

## À proximité
- Morumbi Shopping
- Shopping Market Place